# ウィサム・タウンFC
ウィサム・タウン・フットボールクラブ（Witham Town Football Club）はイングランド、エセックス州、ブレントリー区内、ウィサムを本拠地とするサッカークラブチームである。2017-2018シーズンはイスミアンリーグ・ディヴィジョン1・ノース（8部相当）に所属。

## タイトル

### 国内タイトル
- エセックス・シニアリーグ:2回

1971-1972,1984-1985
- エセックス・シニアトロフィー:1回

1985-1986

### 国際タイトル
- なし